# Gustave Heiss
Gustave Marinius Heiss (ur. 4 listopada 1904 w Meridian, zm. 7 czerwca 1982 w Arlington) – amerykański szpadzista, brązowy medalista igrzysk olimpijskich.
Na igrzyskach olimpijskich w Los Angeles w 1932 roku Amerykanie w składzie: George Calnan, Gustave Heiss, Frank Righeimer, Tracy Jaeckel, Curtis Shears i Miguel de Capriles zdobyli brązowy medal w szpadzie drużynowej. W rywalizacji indywidualnej odpadł w półfinałach. Brał również udział w igrzyskach olimpijskich w Berlinie w 1936 roku, gdzie w szpadzie drużynowej był piąty, a indywidualnie odpadł w pierwszej rundzie.
Nie zdobył medalu mistrzostw świata. 
Po ukończeniu akademii West Point został zawodowym wojskowym, ostatecznie w stopniu pułkownika. W trakcie II wojny światowej walczył na froncie zachodnim, brał między innymi udział w ofensywie w Ardenach. W trakcie bitwy o Sankt Vith wszedł na pułapkę odnosząc ciężkie obrażenia. Spędził dwa lata w szpitalach we Francji, Wielkiej Brytanii i USA. Nigdy nie wrócił do służby wojskowej ani do sportu. Odznaczony Brązową Gwiazdą, Srebrną Gwiazdą i Purpurowym Sercem.